# Лапслок
Лапслок (от англ. lapslock) — стиль письма и оформления текста, при котором пищущий не применяет заглавные буквы. Лапслок широко распространён в сети Интернет и применяется для оформления постов в социальных сетях, общения в мессенджерах. Лапслок также применяется как литературный прием; особенно часто художественные тексты, написанные  лапслоком, встречаются в сетевой литературе .